# Festuca nereidaensis
Festuca nereidaensis är en gräsart som beskrevs av Stancík. Festuca nereidaensis ingår i släktet svinglar, och familjen gräs. Inga underarter finns listade i Catalogue of Life.